# (36659) 2000 QB205
2000 QB205 (asteroide 36659) é um asteroide da cintura principal. Possui uma excentricidade de 0.12466500 e uma inclinação de 1.32421º.
Este asteroide foi descoberto no dia 31 de agosto de 2000 por LINEAR em Socorro.